# Horné Hámre
Horné Hámre es un municipio del distrito de Žarnovica en la región de Banská Bystrica, Eslovaquia, con una población estimada a final del año 2024 de 690 habitantes.
Se encuentra ubicado al noroeste de la región, en el valle del río Hron —un afluente izquierdo del Danubio— y cerca de la frontera con las regiones de Nitra y Trenčín.

## Demografía
| Año        | 1994 | 2004    | 2014    | 2024    |
| ---------- | ---- | ------- | ------- | ------- |
| Población  | 687  | 663     | 632     | 690     |
| Diferencia |      | −3,49 % | −4,67 % | +9,17 % |

| Año        | 2023 | 2024    |
| ---------- | ---- | ------- |
| Población  | 684  | 690     |
| Diferencia |      | +0,87 % |